# Jurignac

Jurignac este o comună în departamentul Charente, Franța. În 1 ianuarie 2018 avea o populație de 641 de locuitori.